# Pierre Broussel
Pierre Broussel (1575-1654), fue un diputado del Parlamento de París durante los reinados de Luis XIII  y Luis XIV.

## Biografía
Se granjeó el favor del pueblo durante la fronda al oponerse a los nuevos impuestos propuestos por Mazarino. La regente Ana de Austria ordenó su detención el 26 de agosto de 1648, hecho que desencadenó la sublevación del pueblo de París, que exigió su liberación durante el «día de las barricadas». Al día siguiente, se liberó a Broussel y a su colega Nicolas Potier de Blancmesnil, a pesar de las reticencias de la reina regente.
Al año siguiente, se nombró a su hijo alcaide de La Bastilla, que el pueblo acababa de tomar. En 1651, los frondistas le nombraron preboste de los mercaderes de París. Cuando se puso fin a la revuelta y regresó el orden a la capital, se le excluyó de la amnistía que perdonó a los rebeldes; murió en el exilio.
Su arresto aparece en la obra de Alejandro Dumas Veinte años después.

## Iconografía
Se conserva un retrato de autor desconocido de Broussel vestido con el uniforme de consejero del Parlamento pintado en 1653, que se encuentra en el museo Carnavalet (P 839).